# 芳賀敦
芳賀 敦（はが あつし、1966年3月29日 - ）は、東京都出身の元サッカー選手、サッカー指導者。

## 来歴
読売クラブの下部組織出身。大学卒業後は読売ジュニオール、京都紫光クラブなどでプレーした。
引退後は甲府クラブ（後のヴァンフォーレ甲府）で指導者のキャリアをスタートさせ、柏レイソル、セレッソ大阪の下部組織などで指導者を歴任。2011年からは2年間ブラウブリッツ秋田の強化部長兼育成ダイレクターを務めた。
2014年より、栃木SCジュニアユースの監督に就任。同年2月、トップチームにコーチ登録された。

## 所属クラブ
ユース経歴
- 読売サッカークラブユース
- 青山学院大学

アマ経歴
- 読売サッカークラブ・ジュニオール
- 京都紫光クラブ
- 甲府サッカークラブ

## 指導歴
- 1994年 - 1995年 甲府サッカークラブ / ヴァンフォーレ甲府 ヘッドコーチ
- 1996年 - 1999年 桐光学園高等学校サッカー部 コーチ
- 2000年 - 2006年 東洋大学体育会サッカー部 監督
- 2007年 - 2008年 柏レイソル
  - 2007年 U-18 監督
  - 2008年 U-13 監督
- 2009年 セレッソ大阪西U-15 監督
- 2010年 FC琉球 ヘッドコーチ
- 2011年 - 2012年 ブラウブリッツ秋田 強化部長兼育成ダイレクター兼U-15 監督
- 2014年 - 2015年 栃木SC
  - 2014年 - ジュニアユース 監督
  - 2014年 - トップチーム コーチ
- 2015年 - 2019年 柏レイソル
  - 2015年 U-14コーチ
  - 2016年 U-15監督
  - 2017年 U-18B監督
  - 2018年 U-13コーチ
  - 2019年 U-14コーチ
- 2020年 - 松本山雅FC
  - 2020年 アカデミーテクニカルサブダイレクター兼 U-15監督
  - 2021年 - アカデミーテクニカルサブダイレクター兼 U-18コーチ